# Testke van Ossewaarde
 (février 2019).
Si vous disposez d'ouvrages ou d'articles de référence ou si vous connaissez des sites web de qualité traitant du thème abordé ici, merci de compléter l'article en donnant les références utiles à sa vérifiabilité et en les liant à la section « Notes et références ».
Testke van Ossewaarde, née le 22 mai 1952 à Avereest,, est une actrice, présentatrice, chanteuse et artiste de cabaret néerlandaise.

## Carrière
Elle travaille chez D & B The Facility Group en tant que senior learning & development.

## Filmographie

### Cinéma et téléfilms
- 1982 : De boezemvriend (nl) : La femme du maire
- 1985 : Twee handen op een buik (nl) : Tilly
- 1987 : De ratelrat (nl) : Gyske Sudema
- 1988 : De papegaai (nl) :  Wilma Bosman, la sœur de Johans
- 1991-1995 : Oppassen!!! (nl) : Deux rôles (Manda, la diseuse de bonne aventure Manda et Claire van Boven)